# 金東俊 (サッカー選手)
金 東俊（キム・ドンジュン、朝鮮語: 김동준、1994年12月19日 - ）は、大韓民国のサッカー選手。済州ユナイテッドFC所属。ポジションはGK。韓国代表。

## 経歴
延世大学校を経て、2016年にKリーグ1・城南FCに加入。
2020年、Kリーグ2・大田ハナシチズンに移籍をした。
2022年、済州ユナイテッドFCに移籍。

## 代表歴
2015年9月、2018 FIFAワールドカップ・アジア予選のラオス戦とレバノン戦に挑む試合で、ウリ・シュティーリケ監督から韓国代表のメンバーに招集された。

## タイトル

### 代表
U-23韓国代表
- キングスカップ：2015

韓国代表
- EAFF E-1サッカー選手権：2017

### 個人
- EAFF E-1サッカー選手権最優秀GK：2022